# 12407 Riccardi
12407 Riccardi este un asteroid din centura principală de asteroizi.

## Descriere
12407 Riccardi este un asteroid din centura principală de asteroizi. A fost descoperit pe 23 septembrie 1995 la Observatorul San Vittore din Bologna. Asteroidul prezintă o orbită caracterizată de o semiaxă mare de 2,40 ua, o excentricitate de 0,13 și o înclinație de 6,7° în raport cu ecliptica.